# 바니 필립스

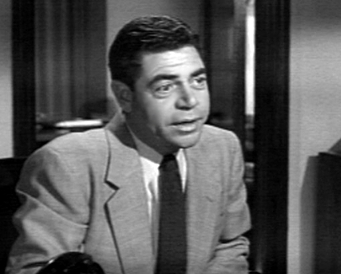

바니 필립스(Barney Phillips, 1913년 10월 20일 ~ 1982년 8월 17일)는 미국의 배우, 성우이다.
세인트루이스에서 태어났으며 로스앤젤레스에서 사망하였다. 사인은 암이다.

## 출연 작품
- 오하라의 아내 (1982년)
- 노 디퍼짓, 노 리턴 (1976년) - Sgt. 벤슨 역
- 딜링 (1972년)
- 롱스트리트 (1971년)
- 산 파블로 (1966년)
- 더 뉴 브리드 (1961년)
- 서부의 파라딘 (1957년)
- 잇 워즈 어 틴에지 웨어울프 (1957년)
- 제시 제임스 스토리 (1957년) - 닥터 사무엘 역
- 줄리 (1956년)
- 비애 (1952년)
- 해스 애니바디 신 마이 겔 (1952년)

### 텔레비전
- 도망자 (1963년)
- 해저드 마을의 듀크 가족 (1979-85)
- 닥터 게논 (1969년)
- 선셋 77번가 (1958년)
- 제12순찰대 (1968년)
- 인베이더 - 시리즈 (1967년)
- 페리 메이슨 (1957년)
- 딜론 보안관 (1955년)
- 명탐정 바나비 존즈 (1973년)